# Peco

PECOのロゴ

Peco (ピィコ、ピコ、ペコ) はイギリスの鉄道模型メーカー。
社名の読みは「ピコ」が一番近いが、ドイツの同業メーカー「PIKO (ピコ)」と区別するため、日本では1969年より輸入元であった機芸出版社が「ピィコ」と表記しており、この項でも「ピィコ」で統一する。

## 概要
1946年、イギリス南西部デヴォン州シートンにてシドニー・プリチャード (Sydney Pritchard) により創業。鉄道模型用の線路、ストラクチャーなどの製造、および鉄道模型雑誌の発行などを行っている。
「ピィコ」は、製造部門のプリチャード・パテントプロダクト社 (Pritchard Patent Product Company Ltd) 、出版部門のピィコ・パブリケーション & パブリシティ社 (Peco Publications and Publicity Ltd) 、庭園のピィコラマ (Pecorama) からなるグループの総称である。
線路は、小さいものはZゲージから大きいものは1番ゲージ・2番ゲージナロー (Gゲージ) まで幅広く展開する。車両は、Nゲージの貨車、蒸気機関車などを製造している。また、キット形式のストラクチャーを手がけている。鉄道模型雑誌は、月刊誌のレールウェイ・モデラー (Railway Modeller) とコンチネンタル・モデラー (Continental Modeller) の2種を発行している。
グループ傘下にストラクチャーメーカーのレイショ (Ratio Plastic Models) 、ウィリス (Wills Kits) 、K&M TREES があり、ペーパー製ストラクチャーメーカーのメトカリフ (Metcalfe Models) や、動力車用下回りキットを製造するロムフォード (Romford Models) などの販売代理店となっている。
ピィコラマと呼ばれる庭園がデヴォン州シートンにあるピィコ本社に隣接して設置されており、その中でビールハイツ小型鉄道がミニSL列車を運行している。

## 製品

### 線路
- レールの下に枕木のみが付いている“道床なし”タイプの線路を製造している。また、スポンジ状の道床が販売されており、走行音を和らげることができる。線路とスポンジ道床を組み合わせて接着剤で土台に固定する方法が推奨されているが、線路を直接土台に釘などで固定する愛好者もいる。
- 製品は二種類で、水平方向へ自在に曲げることのできる「フレキシブル線路」と、円弧の角度や曲線半径および長さの規格が決められた「組み立て式線路」[注 1]。

分岐器
- 通電方法によっては選択式と非選択式に分かれる。選択式の場合、トングレールが向いている側の線路 (分岐側) にしか通電されない[注 2]。品番は選択式が［SL-E］で、非選択式が［SL］となっている[2]。
- 一般的な場合、絶縁ジョイナーを使用して「ギャップ」と呼ばれる通電境界を設置する必要があるが、ピィコでは電気的絶縁が必要な場合 (リバース配線など) を除いてギャップの設置は不要である。
- トングレール部分が左右で独立されているため、破損しないように注意して扱う必要がある。
- 平面交差用にダイヤモンドクロッシングがあり、自社製分岐器やスタンダードカーブレールとの組み合わせを考慮した交差角度となっている。

Setruck (セットラック)
名称はSet + Truck (線路) の造語で、品番には［ST］が付く。“道床なし”の、レールの長さや半径があらかじめ決められた「組み立て式線路」(Rigid Unit Trackage ) で、一部のターンアウト（分岐器）も含まれる。
Streamline (ストリームライン)
品番が［SL］で始まる、主にレイアウト製作向けの製品群である。“道床なし”の「フレキシブル線路」や、中型や大型の実感的なターンアウトのほか、ジョイナーや枕木単体などの補給・補修部品、電源フィーダー、車止め、プラットホームなども含まれる。
Peco Lectrics (ピィコ・レクトリクス)
電気関連製品で、品番には［PL］が付く。
電磁石を用いたターンアウトモーター (ポイントマシン) やその切り替えスイッチが代表的。ピィコのポイントマシンは埋設型のため、床置きで使う場合、線路脇にポイントマシンを設置できるモーターアダプターが用意されている。

#### Zゲージ用
#60 = コード60の洋白レールを使用した木製枕木表現、長さ609 mm  (24インチ) のフレキシブル線路をはじめ、メルクリンミニクラブの分岐器に長さを合わせた製品も用意されている。

#### Nゲージ用
- セットラック (ST) は#80 = コード80の洋白レールを用い、木製枕木の表現がなされている。

直線は58、87、174 mm の三種、曲線はNo.1 = R (半径) 228、No.2 = 263.5、No.3 = 298.5 mm の三種で、角度はスタンダード (22.5°：16本で円になる) とダブル (45°：同様に8本で円になる) の2種があり、No.1のみにハーフ (11.25°) の設定がある。
分岐側曲線がNo.1スタンダード (R 228 mm、22.5°) のカーブレールと揃えられているベーシックなST-5、6の小型ポイントのほか、Electrofrog（通電式フログ）の中型 (SL-E395/右分岐、SL-E396/左分岐) 、大型 (SL-E388/右、SL-E389/左) 、ダブルカーブ (SL-E386/右、SL-E387/左) 、中型Y字 (SL-E397) の各製品がある。
- ストリームライン (SL) にはフレキシブル線路があり、長さ914 mm (36インチ) の#80 = コード80洋白レールを用い、これのみ、枕木の表現に木製タイプ (SL-300) とPCタイプ (SL-302) の2種類がある。

そのほかストリームラインには、ジョイナーや、木とPC、2種類のばら売り枕木のほか、アクセサリーとして、レール組みの車止めや、ダミーのAWSランプ (自動列車警報装置地上子) がある。
- ピィコNファイン

枕木部分にレールの下部を埋め込み、見た目の高さを#55 = コード55相当に低く見せるようにした製品で、枕木上のレール高さは#80に比べ1 mm 程度低くなっている
レール断面は、通常の「I」字形に対し「土」の字に近いものとなっており、枕木のモールドに隠れている部分を含めたレール自体の高さは#55と変わらず、それによって強度を確保し、ジョイナーも通常のものがそのまま利用できる。加えて、より細く見えるようにレール頭部も小振りにされている。
他のレールと接続する際には、道床厚の調整によるレール上面の高さ合わせが必要となる。また、線路終端などでは実物のレールと乖離したレール断面が見え、実感が損なわれるため、ある程度の工作や他種のレールとの併用を検討するなどの工夫が必要になる。
なお、HO/OOなどの大きいスケールでは、細いレールでも保持できるため、半埋め込み型レールは「ピィコNファイン」だけの特徴である。

#### HO/OOゲージ用
- 洋白レールで、#100、#83、#75の3種類がある。

Nゲージとほぼ同様の商品構成で、固定式線路群のセットラック (ST) と、木製、PC枕木の2種のフレキシブル線路、絶縁式フログのターンアウトがストリームライン (SL) に分類される。HO/OO用ではSTシリーズにもターンアウトの種類が多い。そのほか導通式フログの中型・大型、小型Y字・中型Y字、中型3ウェイ (3分岐) の各ターンアウトがストリームライン・エレクトロフログ (SLE) となっている。

### ストラクチャー
HO/OOゲージ用は［LK］、Nゲージ用は［NB］で始まる品番を持つ。
基本的にはヨーロッパ各国向けの製品が多い。プラットホームの擁壁 (土台部分) は曲げやすい構造のプラスチック製で、S字に曲がったプラットホームの再現にも適している。レンガ積みタイプからコンクリート製タイプまであり、線路と同じくレイアウトの情景によって選択することができる。なお、ホーム上面はプラスチック板や厚紙から自分で切り出して製作する。

### 車両
Oゲージ・OOゲージ・Nゲージの車両を完成品 (Nゲージのみ) やキットで展開している。
完成品
「NL］シリーズで0-6-0テンダー式蒸気機関車を製品化しているほか、［NR］･［NRP］シリーズで各種二軸貨車を展開している。
かつて発売されていたLMS鉄道の4-6-0蒸気機関車「ジュビリー」はイタリアのリバロッシで製造されていた。
キット
［KNR］で始まる品番でイギリス型の古典的な二軸貨車を各種製品化しているほか、自作愛好者向けにその足回りを分売している。足回りキットに含まれるのは、台枠、車輪 (プラスチック製) 、軸受、カプラー、ウエイトのみで、バッファーを除いた台枠寸法はNゲージでは長さ35mm程度で、かなり小型の車両になる。カプラーは復元用スプリングを使用しない方式で、他の方式のカプラーに交換するには工夫が必要となる。

### 書籍・雑誌
月刊の鉄道模型雑誌を2種発行している他、各種レイアウト・ジオラマ製作に関する書籍もそろえている。
- レールウェイ・モデラー

通称 RM 誌。イギリスおよびアイルランドの鉄道・鉄道模型を題材としている。OOゲージやEMゲージ、Oゲージ、Nゲージを扱う。
- コンチネンタル・モデラー

通称 CM 誌。コンチネンタルとあるように、イギリスおよびアイルランド以外のヨーロッパ大陸の鉄道・鉄道模型を題材としている。

## 業務提携
2018年9月、KATOとPECOで提携してフェスティニオグ鉄道「スモールイングランド (プリンセス/プリンス)」の製品化を発表した。
2019年7月には、フェスティニオグ鉄道「ダブルフェアリー (リビングストン・トンプソン)」の製品化を発表した。